# شهرستان مژدورچنسکی (کمروو)
شهرستان مژدورچنسکی (به لاتین: Mezhdurechensky District) یک شهرستان در روسیه است که در استان کمروو واقع شده‌است.